# Strzała-1
9K31 Strieła-1 (Strzała-1, ros. Стрела-1, kod NATO SA-9 Gaskin) – radziecki samobieżny rakietowy zestaw przeciwlotniczy krótkiego zasięgu. W skład zestawu wchodzą cztery samonaprowadzające się pociski 9M31 zamontowane na podwoziu pływającego pojazdu BRDM-2.

## Historia rozwoju
Prace nad zestawem Strieła-1 rozpoczęto, równocześnie z opracowywaniem przenośnego pocisku Strieła-2, w 1960 roku. W odróżnieniu od Strieły-2 i ówczesnych systemów amerykańskich, jak Chaparral i Redeye, zdecydowano się na zastosowanie rakiet samonaprowadzających się nie na promieniowanie podczerwone celu, ale na widzialne – na kontrastową sylwetkę celu na tle nieba. Eliminowało to ograniczenie związane z  wczesnymi pociskami naprowadzającymi się na podczerwień, jakim była możliwość zwalczania głównie oddalających się samolotów odrzutowych i pozwalało zwalczać także cele nadlatujące, chociaż uzależniało skuteczność zestawu od  warunków oświetleniowych. Początkowo zestaw Strieła-1 również miał być przenośny (w dwóch częściach), ale wkrótce zdecydowano zwiększyć jego parametry w zakresie zasięgu (do 5 km) i pułapu zwalczania celów i umieścić go na podwoziu samobieżnym, w celu umieszczenia na szczeblu pułku. Jako podwozie wybrano opancerzony samochód rozpoznawczy BRDM-2, pozbawiony wieży, w miejscu której zamontowano składaną obrotową wyrzutnię na 4 pociski. Z uwagi na ograniczoną nośność podwozia, w celu zmniejszenia masy zrezygnowano z mechanicznego naprowadzania wyrzutni. U podstawy wyrzutni była wieżyczka operatora, z kuloodporną szybą z przodu.
Z powodu trudności z rozwojem głowicy naprowadzania, zestaw ukończył badania państwowe w ZSRR dopiero w 1968 roku i został przyjęty na uzbrojenie postanowieniem z 25 kwietnia 1968. Jego twórcy zostali uhonorowani nagrodą państwową. Seryjną produkcję wyrzutni prowadzono w Saratowie, a pocisków – w Kowrowskich Zakładach Mechanicznych.
W 1969 roku przeprowadzono badania państwowe zmodernizowanego systemu Strieła-1M, który został przyjęty na uzbrojenie w grudniu 1970. 

## Opis
Pocisk 9M31 miał schemat aerodynamiczny kaczka, ze sterami w przedniej części i statecznikami w tylnej. Długość wynosiła ok. 1,8 m, średnica kadłuba – 0,12 m, rozpiętość skrzydeł – 0,36 m. Silnik rakietowy umieszczony był w tylnej części, jednostopniowy, na paliwo stałe. Prędkość pocisku wynosiła do 420 m/s. Odłamkowo-burząca głowica miała masę 3 kg, w tym 1 kg materiału wybuchowego i tworzyła odłamki o masie 2,6 g. Zapalnik był kontaktowy oraz optyczny zbliżeniowy. W razie chybienia celu, po 13-16 s zapalnik przechodził w położenie zabezpieczone, co zapobiegało wybuchowi pocisku po uderzeniu w ziemię (pocisk nie miał samolikwidatora). Pociski były wystrzeliwane z kontenerów transportowo-startowych, mocowanych na wyrzutni.
Zestaw Strieła-1 mógł zwalczać samoloty i śmigłowce lecące na wysokości od 50 do 3000 m, z prędkością do 310 m/s przy celach nadlatujących i do 220 m/s przy celach oddalających się. Głowica naprowadzała się na fale długości 0,4−2,7 μm (promieniowanie widzialne i bliska podczerwień). Mogła przechwytywać cele tylko przy dobrej pogodzie, na tle jasnego nieba, znajdujące się pod kątem większym niż 20° od Słońca, znajdujące się ponad 2° nad horyzontem. Na podstawie wyników prób, prawdopodobieństwo porażenia celu jedną rakietą oceniano, w przypadku celu zbliżającego się z prędkością 200 m/s na wysokości 50 m: od 0,15 do 0,64 dla bombowca i od 0,1 do 0,6 dla myśliwca. 
Zmodernizowany zestaw Strieła-1M mógł zwalczać samoloty i śmigłowce lecące na wysokości od 30-40 do 3500 m, z prędkością do 310 m/s, w odległości od 0,5-1,6 km (w zależności od wysokości) do 4,2 km. Nieco wzrosło prawdopodobieństwo porażenia celu jedną rakietą.
Naprowadzanie wyrzutni na cel dokonywane było siłą mięśni operatora. Kąt podniesienia wyrzutni wynosił od -5° do +80°. Dzięki dobremu wyważeniu wyrzutni, możliwe było także jej naprowadzanie i prowadzenie ognia w ruchu. Operator naprowadzał wyrzutnię na dostrzeżony cel, używając wizjera optycznego, a następnie włączał zasilanie rakiety. Po usłyszeniu sygnału dźwiękowego świadczącego o przechwyceniu celu przez głowicę, operator odpalał pocisk.
System Strieła-1 nie miał technicznych środków obserwacji, natomiast w systemie Strieła-1M wprowadzono pasywny namiernik emisji radiowej pochodzącej od celu.

## Użycie
Pluton zestawów Strieła-1, liczący cztery pojazdy, był przewidziany w składzie baterii przeciwlotniczej na szczeblu pułku pancernego lub zmechanizowanego, uzupełniając zestawy artyleryjskie ZSU-23-4.
Oprócz użycia w Armii Radzieckiej, zestawy te były szeroko eksportowane. Oprócz krajów Układu Warszawskiego (Polska, NRD, Czechosłowacja, Bułgaria, Rumunia), posiadały je: Jugosławia, Wietnam, Indie, Tajlandia, Irak, Syria, Egipt, Północny Jemen, Algieria, Libia, Angola, Benin, Gwinea, Gwinea Bissau, Madagaskar, Mali, Mauretania, Mozambik, Etiopia (Front Polisario), a z krajów Ameryki, Kuba i Nikaragua.
Według niepewnych danych, Polska w 1988 roku miała 18 wyrzutni Strzała-1M.
W Rumunii wyrzutnia Strieła-1 była montowana na podwoziu produkowanego tam transportera TABC-79 w układzie 4x4.